# 先鋒陡崖
80°28′S 21°7′W / 80.467°S 21.117°W
先鋒陡崖是南極洲的陡崖，位於科茨地，屬於沙克爾頓山脈的一部分，處於斯萊瑟冰川以南，在1967年由美國海軍拍攝空中照片，現時由南極條約體系管理。